# Meliosma pakhaensis
Meliosma pakhaensis är en tvåhjärtbladig växtart som beskrevs av François Gagnepain. Meliosma pakhaensis ingår i släktet Meliosma och familjen Sabiaceae. Inga underarter finns listade.